# قانون إيكا (فلم)
قانون إيكا هو فيلم مصري تم إصدراه في 16 أغسطس 1991م. وهو من إخراج أشرف فهمي وتاليف أحمد صالح.

## القصة
في عام 1968، يتم اعتقال الدكتور الجامعي (حسين) وزوجته (منى)، تموت الزوجة في المعتقل من شدة التعذيب، يتعرض الدكتور حسين لمعاملة سيئة داخل السجن، وبعد فترة يتم الإفراج عنه ويخرج من السجن، لكنه يرفض العودة لعمله السابق أو أية مهنة أخرى، يتعرف على الراقصة (إيكا) التي تأخذه لمنحى جديد ومختلف في حياته.
القصة كاملة ً:
حسين مرسى(محمود عبد العزيز)أستاذ بكلية الحقوق، استغل تردى احوال البلاد عقب نكسة ١٩٦٧، وحرض الطلبة على الخروج فى مظاهرات للمطالبة بالحرية والديموقراطية، وإنضم لتنظيمه السرى كثير من الطلبة الذين أحبوه، وعلى رأسهم منى (عزه الحسينى) وساميه (عبله كامل) أما صديقتهن الثالثة هدى (آثار الحكيم) وإن كانت تؤيد أستاذها، إلا أنها آثرت ان تبتعد عن السياسة، وقد ارتبط الاستاذ بقصة حب مع تلميذته منى وتزوجها سرا، حتى إذا ماقبض عليه، نجت هى من انتقام المعتقلين، وبالفعل تم اعتقال الاستاذ، غير انهم تمكنوا من إعتقال زوجته منى مع باقى الطلبة المشتركين فى التنظيم، وتم تعذيب الجميع وتجريدهم من إنسانيتهم داخل المعتقل، الذى تم احتجازهم فيه بعيدا عن علم اسرهم، أما هدى التى فشلت فى مساعدة أصدقاءها المعتقلين، فقد أتمت دراستها وسافرت للخارج للحصول على شهادة الدكتوراه فى القانون، بينما قامت ثورة التصحيح فى عام ١٩٧١ وتم الإفراج عن المعتقلين، غير ان منى لم تتحمل التعذيب وكثرة ضربها على رأسها حتى اصيبت بشرخ فى الجمجمة، أدى لوفاتها عقب الافراح عنها، وتدهورت احوال الاستاذ حسين وأصيب بأزمة نفسية جراء موت زوجته والتعذيب الذى ناله وأهدرت فيه آدميته، فإبتعد تماما عن السياسة وهجر الجامعة، ووقع فى براثن مجموعة من قاع المجتمع، على رأسهم تاجرة المخدرات المعلمة إيكا (منى السعيد) والقوادة المعلمه نونا (نعيمه الصغير) والحانوتى فرح (عثمان عبد المنعم) المتاجر فى جثث الموتى وكان الاستاذ يدخن الحشيش ويساعد المعلمة إيكا على تقديم المزاج للراغبين مقابل التكفل بكل مصاريفه، كما كان يساعد المعلم فرح فى حفظ أجزاء الجثث التى يقوم بتوزيعها على طلبة كلية الطب، واتخذت إيكا من الاستاذ عشيقا لمتعتها الجسدية، واوهمته بأن المخبرين بالخارج فى انتظار خروجه لإعتقاله مرة اخرى، فزرعت الخوف بداخله أكثر، ومكث بالوكر لايبرحه خوفا من العودة للمعتقل، وبعد عودة هدى من الخارج وإلتحاقها بالتدريس بالكلية، اكتشفت ان زميلتها ساميه مازالت طالبة بالكلية، والتى أخبرتها بما حدث للأستاذ حسين، وموت زوجته منى، والافراج عن الجميع بعد ثورة التصحيح، وحاولت هدى البحث عن أستاذها، واكتشفت ماحدث له، فحاولت مساعدته ماديا بصرف راتبه المتجمد، ومحاولة إعادته للتدريس، ولكن إيكا وشلتها قاومت خروج الاستاذ من الوكر، حتى استجمع الاستاذ شجاعته وخرج، واكتشف انه كان أسير الوهم، وأن احوال البلاد قد تغيرت، واكتشف فى الجامعة كم الحرية الذى أتيح للطلبة والذى أسيئ استخدامه، فأصيب الجميع بالاستهتار وعدم المبالاة والفساد مع التقاعد عن العمل الجاد الذى يرفع من شأن المجتمع بفضل الحرية، فعاد الاستاذ مرة اخرى الى الوكر وحاول ان يعيد ساكنيه الى جادة الصواب والخروج من الغيبوبة ولكنه فشل، فعاود مساعدة إيكا والمعلم فرح، بينما اتفقت هدى مع المحامى رؤوف (رضا حامد) على رفع دعوى قضائية لإعادة الاعتبار للأستاذ حسين، وكانت البداية طلب اعادة تشريح جثة منى، لإثبات التعذيب الذى تعرضت له وطلب مليون جنيه تعويض، وهو الشيئ الذى أصاب المعلم فرح بالهلع، فقد تصرف فى الجثة بتقطيعها وبيعها اجزاء لطلبة الطب، وما أن علم الاستاذ بما حدث لزوجته حتى أصيب بلوثة عقلية، فإعتدى على المعلم فرح، وخرج هائما على وجهه يحذر الناس من دفن جثث موتاهم حتى لايفقدوهم مرة اخرى، مما كان سببا فى إعتقاله لخلل فى قواه العقلية. 

## طاقم فني
محمود عبد العزيز، آثار الحكيم، عبلة كامل، منى السعيد عزة الحسيني كمال الزيني.